# Casaletto Lodigiano
Casaletto Lodigiano é uma comuna italiana da região da Lombardia, província de Lodi, com cerca de 1.958 habitantes. Estende-se por uma área de 9 km², tendo uma densidade populacional de 218 hab/km².
Faz fronteira com Cerro al Lambro (MI), San Zenone al Lambro (MI), Bascapè (PV), Salerano sul Lambro, Caselle Lurani.
O atual território é a fusão de três bairros, no século XIV: Casaletto, Gugnano e Mairano.

## Demografia
| Variação demográfica do município entre 1861 e 2011                               |
|                                                                                   |
| Fonte: Istituto Nazionale di Statistica (ISTAT) - Elaboração gráfica da Wikipedia |